# Портрет Павла Ивановича Мерлина
«Портрет Павла Ивановича Мерлина» — картина Джорджа Доу и его мастерской, из Военной галереи Зимнего дворца.
Картина представляет собой погрудный портрет генерал-майора Павла Ивановича Мерлина из состава Военной галереи Зимнего дворца.
К началу Отечественной войны 1812 года полковник Мерлин командовал 2-й резервной артиллерийской бригадой. Отличился в сражениях при Бородино и под Красным, за многочисленные боевые отличия при изгнании Наполеона из пределов России был произведён в генерал-майоры. Во время Заграничных походов 1813 годов командовал артиллерией 3-го пехотного корпуса, отличился в Битве народов под Лейпцигом и при взятии Суассона.
Изображён в генеральском артиллерийском вицмундире, введённом в 1820 году. Слева на груди звезда ордена Св. Анны 1-й степени; на шее крест ордена Св. Георгия 3-го класса; по борту мундира кресты ордена Св. Владимира 3-й степени и прусского ордена Красного орла 2-й степени; справа на груди серебряная медаль «В память Отечественной войны 1812 года» на Андреевской ленте и бронзовая дворянская медаль «В память Отечественной войны 1812 года» на Владимирской ленте. Слева на фоне возле плеча чуть ниже эполета подпись художника и дата (в четыре строки): painted from nature by Geo Dawe RA S. Petersbourg 1824. Подпись на раме: П. И. Мерлинъ 1й, Генералъ Маiоръ.
7 августа 1820 года Комитетом Главного штаба по аттестации Мерлин был включён в список «генералов, заслуживающих быть написанными в галерею». С 1822 года Мерлин состоял по артиллерии без должности и постоянно проживал в своём имении в Московской губернии. Известно, что в октябре 1823 года он приезжал в Санкт-Петербург, где встретился с Доу. Гонорар Доу был выплачен 13 марта и 25 апреля 1823 года. Готовый портрет поступил в Эрмитаж 7 сентября 1825 года.
В 1840-е годы в мастерской К. Края по рисунку с галерейного портрета была сделана литография, опубликованная в книге «Император Александр I и его сподвижники» и впоследствии неоднократно репродуцированная.